# Kleopatra (Tochter des Boreas)
Kleopatra (altgriechisch Κλεοπάτρα Kleopátra) war nach der griechischen Mythologie die Tochter des Windgottes Boreas und der Oreithyia, der Tochter des attischen Königs Erechtheus. Ferner war Kleopatra die Schwester der Boreaden Kalaïs und Zetes sowie der Chione. 
Ihre Kindheit und Jugend verbrachte sie auf dem von Stürmen heimgesuchten sarpedonischen Felsen. Sie heiratete König Phineus von Thrakien, der zu Salmydessos am Schwarzen Meer residierte. Aus ihrer Ehe gingen zwei Söhne, Plexippos und Pandion, hervor. Als Phineus nach Kleopatras Verstoßung die Idaia, eine Tochter des Skythenkönigs Dardanos, zur zweiten Gemahlin nahm, diffamierte diese ihre Stiefsöhne, die daraufhin von Phineus oder von Idaia selbst geblendet und grausam in einem Verlies gehalten wurden. 
In einer etwas abweichenden, vom sizilianischen Geschichtsschreiber Diodor ausführlich überlieferten Version ließ Phineus auf lügnerische Anschuldigungen der Idaia hin seine erste Gattin Kleopatra gefangen halten und ihre Söhne im Kellergewölbe auspeitschen, doch wurden die Opfer schließlich von den Argonauten, insbesondere von Kleopatras Brüdern, den Boreaden, und von Herakles, befreit. Beim dabei entstandenen Tumult wurde Phineus von Herakles erschlagen, während Kleopatras Söhne nun die Regierung antreten konnten, die sie aber ihrer Mutter übergaben, als sie sich am Argonautenzug beteiligten.
In den verschiedenen Überlieferungen der Sage werden auch andere Namen von Kleopatras Söhnen angegeben; so heißen sie auch Terymbas und Aspondos oder Oreithyios und Krambos (Krambis) oder Parthenios und Krambis oder Polymedes und Klytios.